# 시오우라 신리
시오우라 신리(塩浦慎理, 1991년 11월 26일 ~ )는 자유형을 주종목으로 하는 일본의 수영 선수이다. 2014년 인천 아시안 게임 남자 자유형 50m 결승 경기에서 22초11을 기록하며 은메달을 획득했다.

## 학력
- 주오 대학